# Coenagrion hastulatum
Coenagrion hastulatum (Charpentier, 1825), detta anche Azzurrina alpina, è una damigella della famiglia Coenagrionidae. La più comune delle damigelle nell'Europa boreale, è invece piuttosto rara nelle aree più meridionali dell'areale.

## Descrizione
Coenagrion hastulatum è lunga circa 31–33 mm, con il maschio di color azzurro chiaro, con toni turchesi inferiormente sull'addome e una serie di bande nere sull'addome. Si riconosce grazie alla macchia sul secondo segmento addominale, a forma di punta di freccia o di picca, con due virgole laterali. Tale caratteristica è alla base dell'epiteto scientifico hastulatum, dal latino hastula (piccola lancia).

## Distribuzione e Habitat
Specie a distribuzione euro-siberiana, è molto diffusa dalla Kamchatka alla Fennoscandia lungo tutta la fascia boreale e temperata. Più rara e minacciata a sud dell'areale, dove raggiunge le Alpi, i Balcani e i Pirenei ed è per lo più relegata alle alte quote. 
In Italia si rinviene sulle Alpi orientali, dalla Lombardia centrale al Friuli Venezia Giulia, con la maggior concentrazione in Alto Adige. Segnalata recentemente anche in Valle d'Aosta, si presume una sua presenza anche in Piemonte e Lombardia occidentale.
L'ambiente frequentato è costituito esclusivamente da torbiere e pozze d'alta quota ricche di vegetazione acquatica e ripariale.